# Solanum adelense
Solanum adelense är en potatisväxtart som beskrevs av Alire Raffeneau Delile. Solanum adelense ingår i släktet skattor som ingår i familjen potatisväxter. Inga underarter finns listade i Catalogue of Life.